# Dora Bromberger

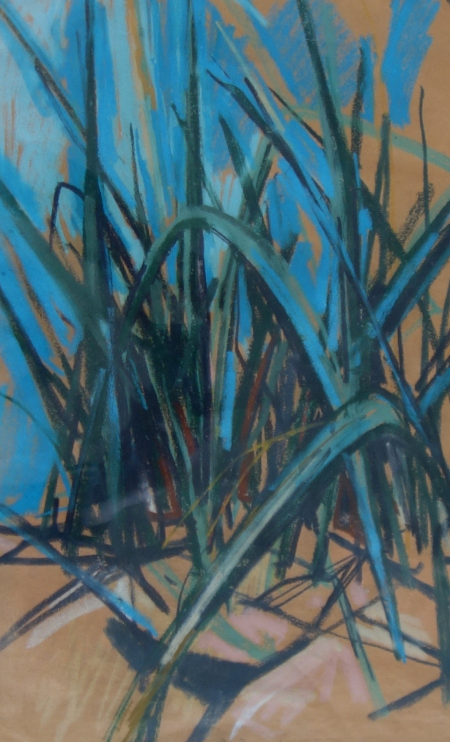

Dora Bromberger (* 16. Juni 1881 in Bremen; † 28. Juli 1942 in Minsk) war eine deutsche Malerin.

## Biografie

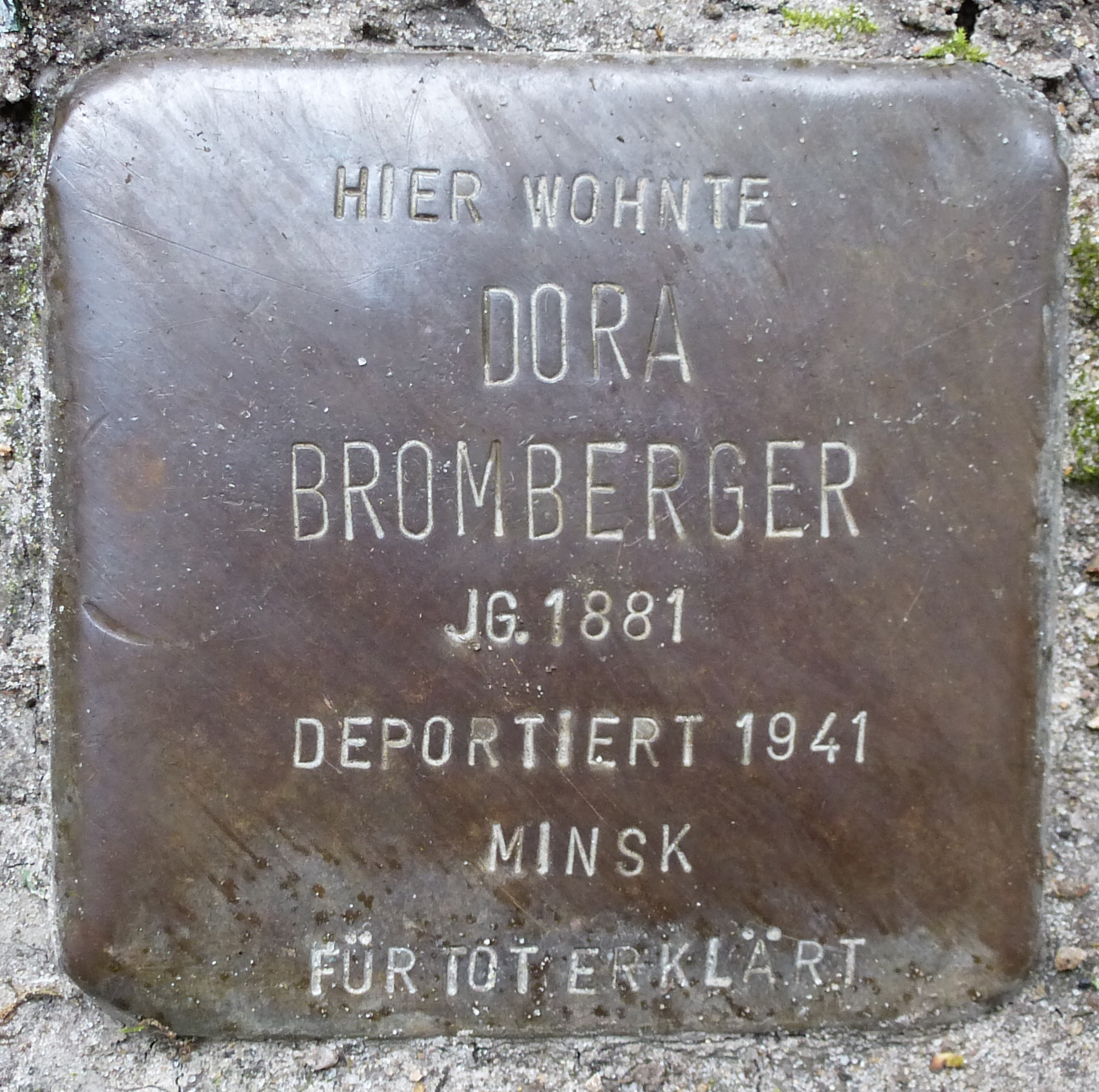
Stolperstein Dora Bromberger 1881

Bromberger war die Tochter des Komponisten, Pianisten und Musiklehrers David Bromberger (* 11. Februar 1853 in Köln; † 7. September 1930 in Bremen). Sie war die Schwester der Pianistin und Musiklehrerin Henriette (Henny) Bromberger (1882–1942). Sie besuchte seit 1912 Malschulen, ab 1915 die Schule von Hans Hofmann in München und danach Malschulen in Paris. 1923, zurück in Bremen, waren ihre Bilder mehrfach in Ausstellungen der Kunsthalle Bremen und dem Graphischen Kabinett der Böttcherstraße und auch außerhalb von Bremen zu sehen, 1927 in Berlin und 1928 auf der Ausstellung Deutsche Kunst der Gegenwart in Nürnberg. Sie wurde 1928 Mitglied der Arbeitsgemeinschaft der Künstlerinnen und Kunstfreunde (GEDOK) in Bremen. Sie malte Aquarelle und Ölbilder vorwiegend als Landschaften und Stillleben im Stil des Expressionismus.
Ab 1933, in der Zeit des Nationalsozialismus, musste die geborene Jüdin trotz der 1888 erfolgten Konversion zur evangelischen Kirche zunehmend Repressionen erdulden. Bromberger war mit der Bremer Malerin Elisabeth Noltenius befreundet, die in dieser Zeit zu ihr hielt. Ihr Bruder Siegried Bromberger, ein Getreidehändler, emigrierte 1939 nach Kuba. Während des Zweiten Weltkrieges wurden sie und ihre Schwester 1941 nach Minsk deportiert und 1942 in dem Vernichtungslager Maly Trostinez ermordet.
Zwei Stolpersteine vor dem Elternhaus Contrescarpe Nr. 93 erinnern an die beiden Schwestern.

## Werke
- Steile Gasse, 1918/1923
- Interieur mit sitzendem Mädchen, 1920–1928
- Sitzende Dame vor Fenster